# Acrolophia capensis
Acrolophia capensis là một loài thực vật có hoa trong họ Lan. Loài này được (P.J.Bergius) Fourc. mô tả khoa học đầu tiên năm 1932.